# Cataguases
Cataguases, amtlich portugiesisch Município de Cataguases, ist eine Gemeinde im brasilianischen Bundesstaat Minas Gerais. Sie hatte zum 1. Juli 2021 geschätzt 75.942 Einwohner, die Cataguasenser genannt werden und auf einer Gemeindefläche von rund 492 km² leben.

## Geographie
Das Biom ist Mata Atlântica. Der Ort liegt auf einer Höhe von 169 Metern, der höchste Punkt der Gemeinde liegt bei 1119 Metern.

### Hydrographie
Cataguases liegt beidseitig des Rio Pomba, der zum hydrographischen Becken des Rio Paraíba do Sul gehört.

### Nachbarmunizipien
Umliegende Gemeinden sind Leopoldina, Laranjal, Santana de Cataguases, Miraí, Guidoval, Dona Euzébia und Itamarati de Minas.

## Geschichte
Das Gemeindegebiet gehörte ursprünglich zu Leopoldina, wo es 1851 zum Distrito de Santa Rita de Meia Pataca wurde. Durch das Landesgesetz Nr. 2.180 vom 25. November 1875 wurde die Vila de Cataguazes gegründet, sie setzte sich aus Teilen von Leopoldina, Muriaé und Ubá zusammen. 1948 wurde die Schreibweise in Cataguases geändert.

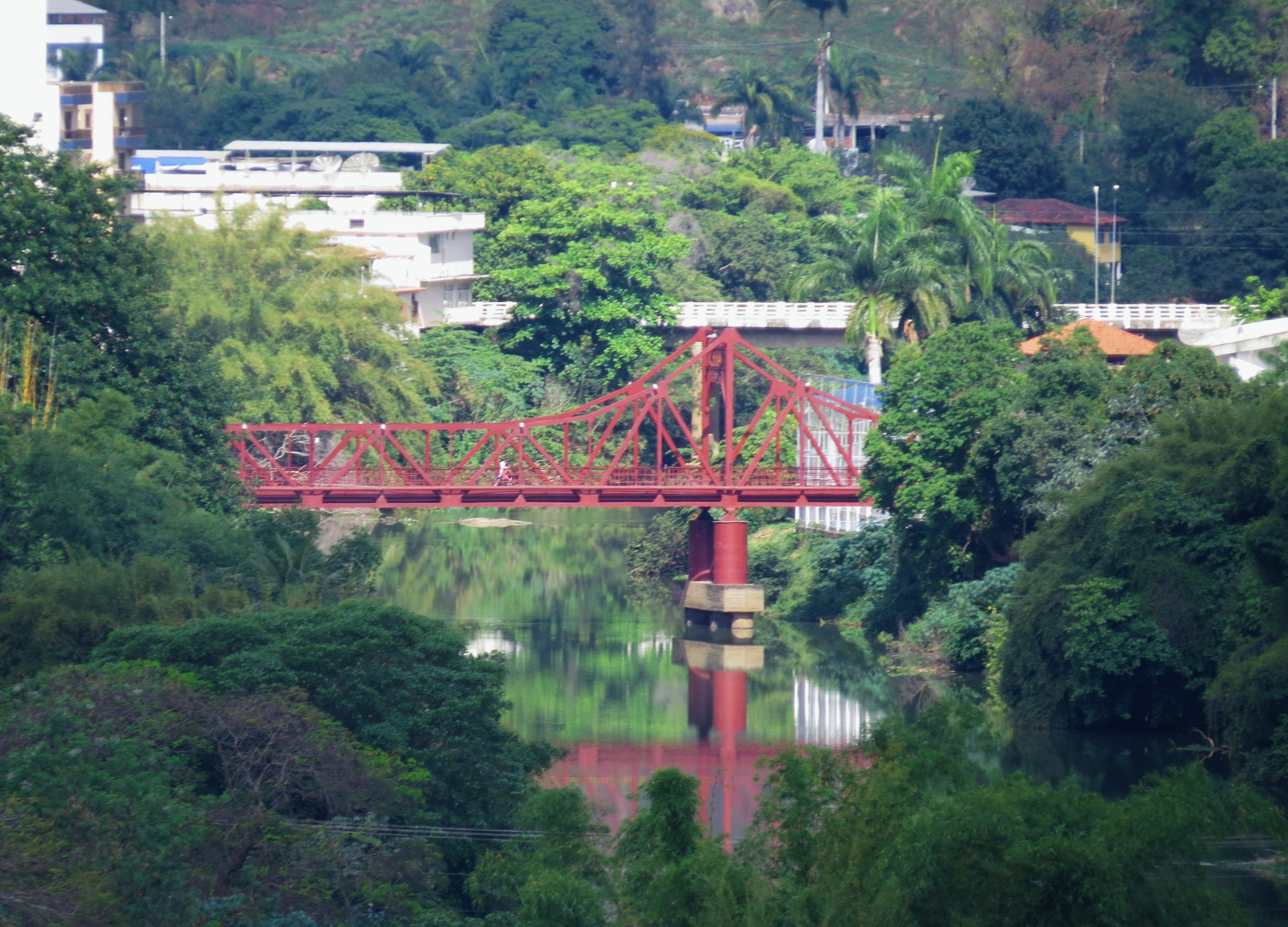
Eiserne Brücke
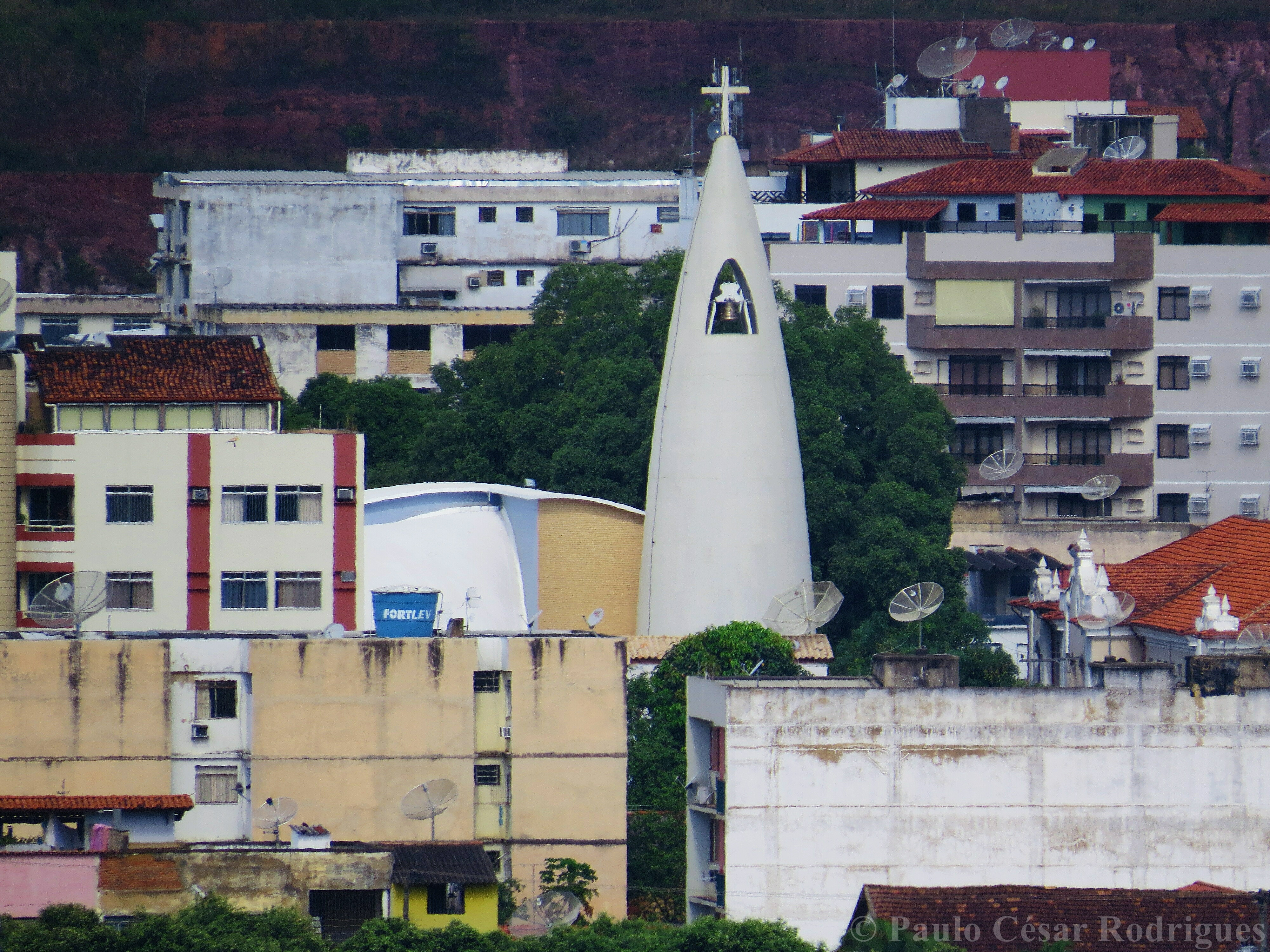
Moderner Kirchturm

## Kommunalpolitik
Bei der Kommunalwahl 2020 wurde mit 37,2 % der gültigen Stimmen José Inácio Peixoto Parreiras Henriques, bekannt als José Henrique, des Movimento Democrático Brasileiro (MDB) für die Amtszeit von 2021 bis 2024 zum Stadtpräfekten (Bürgermeister) gewählt.
Die Legislative liegt bei einem Stadtrat (Câmara Municipal) aus 15 gewählten Abgeordneten (vereadores).
Seit 1993 ist die Gemeinde in sechs Distrikte gegliedert: Distrito de Cataguases (Sitz der Gemeinde), Distrito de Aracati de Minas, Distrito de Cataguarino, Distrito de Glória de Cataguases, Distrito de Sereno und Distrito de Vista Alegre.

## Bevölkerungsentwicklung
| Jahr | Einwohner | Stadt  | Land   |
| --- | --------- | ------ | ------ |
| 1900 | 34.890    | ?      | ?      |
| 1920 | 62.206    | ?      | ?      |
| 1940 | 29.134    | 11.243 | 17.891 |
| 1950 | 33.827    | 15.395 | 18.432 |
| 1960 | 42.088    | 24.867 | 17.221 |
| 1970 | 43.846    | 34.102 | 9.744  |
| 1980 | 49.269    | 42.315 | 6.954  |
| 1991 | 58.138    | 53.426 | 4.712  |
| 2000 | 63.980    | 60.482 | 3.498  |
| 2010 | 69.810    | 66.833 | 2.977  |
| 2021 | 75.942    | ?      | ?      |
| Hier fehlt eine Grafik, die leider im Moment aus technischen Gründen nicht angezeigt werden kann. Wir arbeiten daran! |           |        |        |

Quelle: IBGE (2011)

## Verkehr
Erreichbar ist Cataguases über die BR-120 und die MG-285. Bis 1996 durchfuhr den Ort auch eine Eisenbahnlinie, die Linha do Centro.

## Söhne und Töchter
- Marcos Carneiro de Mendonça (1894–1988), Historiker, Schriftsteller und Fußballspieler
- José Saldanha da Gama (1906–1968), Admiral
- Altivo Pacheco Ribeiro (1916–1987), römisch-katholischer Weihbischof
- Luiz Ruffato (* 1961), Schriftsteller
- Washington Roberto Mariano da Silva (* 1985), Fußballspieler
- Guilherme Alvim Marinato (* 1985), Fußballspieler